# 대니산
대니산은 달성군의 산이다. 전설은 신랑듬과 각시듬이 있다.